# المدیل (ایندیانا)
المدیل (به انگلیسی: Elmdale) یک منطقهٔ مسکونی در ایالات متحده آمریکا است که در شهرستان مونتگومری، ایندیانا واقع شده‌است. المدیل ۲۵۳ متر بالاتر از سطح دریا واقع شده‌است.